# Władysław Grzybowski
Władysław Grzybowski vel Prus-Grzybowski (ur. 27 czerwca 1895 w Będzinie, zm. 13 sierpnia 1920 pod Wólką Zabłocką) – żołnierz Legionów Polskich, podchorąży piechoty Wojska Polskiego w II Rzeczypospolitej, kawaler Orderu Virtuti Militari.

## Życiorys
Urodził się w rodzinie Stanisława i Antoniny z Szymczyków. Absolwent szkoły realnej.
W 1914 wstąpił do Legionów Polskich i otrzymał przydział do 2. kompanii III batalionu 5 pułku piechoty. Po kryzysie przysięgowym ukrywał się w Krakowie i działał w Polskiej Organizacji Wojskowej.
W 1918 wstąpił do odrodzonego Wojska Polskiego i otrzymał przydział do 2. kompanii 5 pułku piechoty Legionów. W składzie macierzystego oddziału walczył w wojnie polsko-ukraińskiej o Lwów, a potem na frontach wojny polsko-bolszewickiej. W tym czasie został mianowany na stopień podchorążego. 13 sierpnia 1920 podczas wypadu w okolicy Wólki Zabłockiej, na czele swego plutonu zdecydowanym atakiem zdobył okopy nieprzyjaciela, ratując sytuację bojową całej kompanii. Zginął na polu walki. Za waleczność został pośmiertnie mianowany na stopień podporucznika i odznaczony Krzyżem Srebrnym Orderu Virtuti Militari.

## Ordery i odznaczenia
- Krzyż Srebrny Orderu Virtuti Militari (nr 7971)[2]
- Krzyż Niepodległości – 16 marca 1937 roku „za pracę w dziele odzyskania niepodległości”[5]